# Scoglio Klyk
Lo Scoglio Klyk o scoglio Zanna (in russo скала Клык, skala Klyk) è un isolotto russo nell'Oceano Artico che fa parte della Terra di Zichy nell'arcipelago della Terra di Francesco Giuseppe.

## Geografia
Lo scoglio Klyk si trova nella parte nord della Terra di Zichy, 3,5 km a sud-est di capo H. Mill e a nord-est di capo Norvegia, sulla costa ovest dell'isola di Jackson; ha una forma arrotondata, una ripida scogliera e un'altezza di 33 m.